# Camino
Camino（西班牙語意義為路，捷徑）是一個免費，開放原始碼的圖形界面網絡瀏覽器，基於Mozilla基金會的Gecko核心，是為Mac OS X特別設計的瀏覽器。Camino使用了Mac本地的Cocoa環境取代了Mozilla的XUL環境。但它不能使用本地的文字。2013年3月30號，斯圖爾特·摩根（Stuart Morgan）宣佈Camino專案結束，以後不會再有新的版本出現。
Camino的目標之一就是盡可能的和Mac OS X進行整合。它使用了Aqua主題，同時整合了一些OS X的服務和特性，例如：使用钥匙串進行密碼管理，使用Bonjour在所在網絡搜索可用的書籤。另外顯著的特性，包括一個整合的阻擋彈出式廣告的功能，廣告阻擋，使用分頁式瀏覽，同時支持開源標準。
Camino瀏覽器是由Camino Project小組編寫的，Camino Project是一個開源社區組織。自從戴夫·海厄特加入蘋果公司的Safari開發團隊之後（2002年中），邁克·平克頓是該組織的技術領導。

## 歷史
在2001年末，邁克·平克頓和杜爾·阿伯拉沃（Vidur Apparao）和網景開啓了一個計畫，證明Gecko可以嵌入由Cocoa編譯的程序。在2002年早期戴夫·海厄特，一名Mozilla Firefox（當時稱為Phoenix）的合作編寫者，加入了這個團隊，同時建立了Chimera，一個小而便捷的瀏覽器。
Chimera第一個公開下載的版本Chimera 0.1在2002年2月13日發佈。早期的幾個版本受到了極大的歡迎，因為他的載入速度快速（和當時非常占優勢的Mac瀏覽器－Internet Explorer 5相比）。很多人甚至宣稱它是OS X平台最快的網絡瀏覽器，但它的發展並不像他的競爭對手一樣順利。
海厄特在2002年中被蘋果電腦僱傭開始開發Safari瀏覽器。同時Chimera開發團隊和網景組成了一個小組，決定在2003年MacWorld大會上展示一個以網景為品牌的技術預覽。而在博覽會開始的兩天前，AOL管理層決定放棄該計畫。雖然經歷了挫折，但核心開發人員還是在2003年3月3日發佈了Camino 0.7。
由於法律原因，軟件的名字被改稱Camino。Chimera同時也是超媒體軟件名稱的熱門選擇。早期的圖形網絡瀏覽器就被命名為Chimera，同時加州大學爾灣分校的研究人員開發出了一個完整的超媒體系統，同樣命名為Chimera。Camino是西班牙語裡「路」的意思，這個名字同時被選為網景領航員的下一任瀏覽器名稱。
0.7版本主要是被網景推動而稱為開源軟件。後來根據首席開發者平克頓的說法，版本0.8是一個“開源軟件和開源過程的勝利。全世界的人都幫忙修補程式，測試品質，解決問題，在地化，美化軟體和技術支援。”
在2005年5月，Camino被從Mozilla的mozilla.org移動到Camino計畫的網頁，caminobrowser.org。
在2005年9月，平克頓接到了在Google的一個職位，在這個職位上，他可以和Google的Firefox團隊緊密合作，同時利用20%時間在Camino上工作。
Camino 1.0，在2006年2月14日發佈，是第一個Mozilla家族的瀏覽器，能夠擁有通用二進制。主要是馬克·曼托威（Mark Mentovai）的功勞，曼托威是Camino計畫的一名Camino的開發者。

## 外部連結
- Camino官方網站（页面存档备份，存于）
- 非官方繁體中文套件（页面存档备份，存于）